# Metopoceras beata
Metopoceras beata är en fjärilsart som beskrevs av Otto Staudinger 1891. Metopoceras beata ingår i släktet Metopoceras och familjen nattflyn. Inga underarter finns listade i Catalogue of Life.